# Luitgard av Sundgau
Luitgard av Sundgau, född 776, död 4 juni 800 i Tours, var en drottning av Franken; gift 794 med Karl den store.
Hon var dotter till Luitfrid II av Sundgau och Hiltrude av Wormsgau. Hon beskrivs som lugn, from och dygdig i kontrast till sin föregångare Fastrada. Hon ska ha enligt Alcuin ha tyckt om att diskutera med akademiker och förstått att göra Karls tillvaro bekväm. Hon tyckte också om jakt.